# نيكول ويليامسون
نيكول ويليامسون (بالإنجليزية: Nicol Williamson)‏ هو ممثل بريطاني، ولد في 14 سبتمبر 1936 في المملكة المتحدة، وتوفي في 16 ديسمبر 2011 في هولندا.

## أعمال

### أفلام
- (1977) فتاة الوداع
- (1985) العودة إلى أوز

## ترشيحات
- جائزة توني لأفضل ممثل في مسرحية [الإنجليزية]‏ (1966)
- جائزة توني لأفضل ممثل في مسرحية [الإنجليزية]‏ (1974)

## وصلات خارجية
- نيكول ويليامسون على موقع IMDb (الإنجليزية)
- نيكول ويليامسون على موقع روتن توميتوز (الإنجليزية)
- نيكول ويليامسون على موقع ميوزك برينز (الإنجليزية)
- نيكول ويليامسون على موقع تيرنر كلاسيك موفيز (الإنجليزية)
- نيكول ويليامسون على موقع أول موفي (الإنجليزية)
- نيكول ويليامسون على موقع قاعدة بيانات برودواي على الإنترنت (الإنجليزية)
- نيكول ويليامسون على موقع إن إن دي بي (الإنجليزية)
- نيكول ويليامسون على موقع قاعدة بيانات الفيلم (الإنجليزية)